# Lupao
Lupao (Bayan ng Lupao - Municipality of Lupao) es un municipio filipino de tercera categoría, situado en la parte central de la isla de Luzón. Forma parte del Segundo Distrito Electoral de la provincia de Nueva Écija situada en la Región Administrativa de Luzón Central, también denominada Región III.

## Geografía

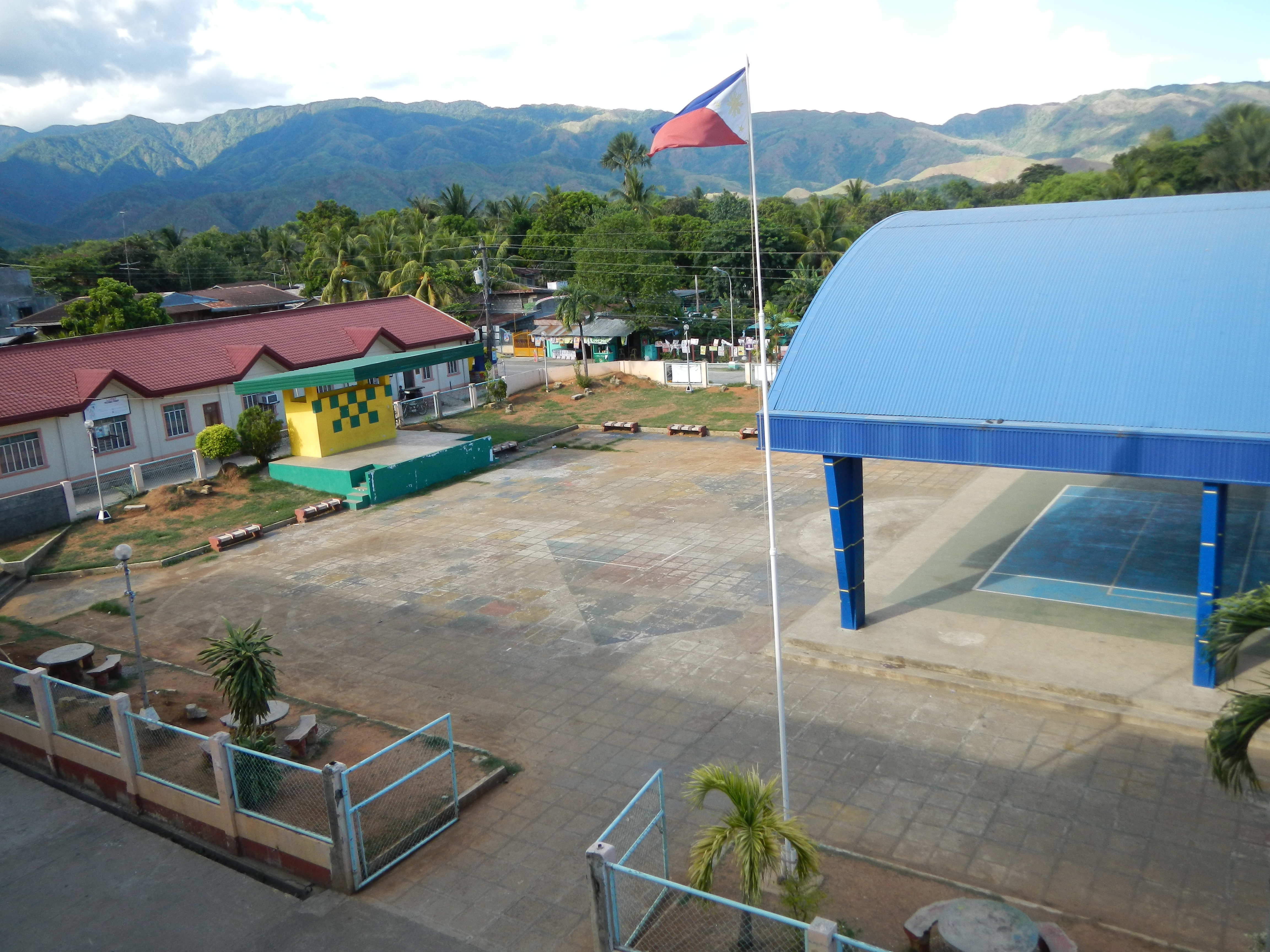
Lupao Central School, new Town hall, new Umali Gym, inter alia

Situado en el extremo norte de la provincia, a 175 km de Manila, 110 km de Baguio City y a 74 km de  Palayán. Su término linda al norte con la  provincia de Pangasinán, municipio de Umingán y también con el municipio de Carranglán; al sur con la ciudad de Muñoz de Nueva Écija; al este con la ciudad de San José; y al  oeste con el municipio de Talugtug.

### Barangays
El municipio  de Lupao se divide, a los efectos administrativos, en 24 barangayes o barrios, conforme a la siguiente relación:
| - Agupalo del Este - Agupalo del Oeste - Alalay Chica - Alalay Grande - J. U. Tienzo - Bagong Flores | - Balbalungao - Burgos - Cordero - Mapangpang - Namulandayan - Parista - Población del Este | - Población del Norte - Población del Sur - Población del Oeste - Salvación I - Salvación II | - San Antonio del Este - San Antonio del Oeste - San Isidro - San Pedro - San Roque - Santo Domingo |  |

### Demografía
Según el censo de 2000, Lupao tenía una población de 34.190 personas en 7.406 hogares, 80% ilocanos y el resto Tagalos, Pampanguenos, Pangasinenses y Bisayas.

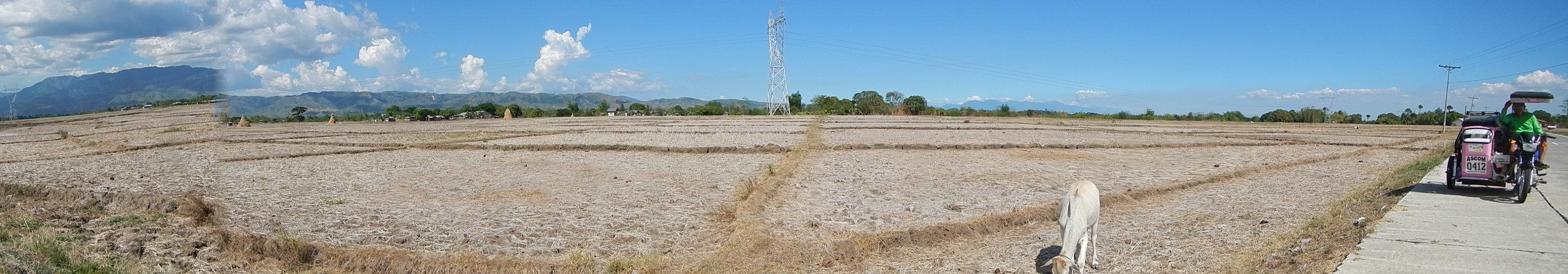
Arrozales

## Historia
Hasta el día 28 de septiembre de 1871 Lupao era un barrio de Umingán.
Salvación fue el primer barrio del nuevo municipio cuyo término  también incluyó el barrio de Cabaritán, hoy  ahora conocido como San José de Casignan.
El bario de  San Roque era conocido como Odiao, mientras que el de San Isidro se denominaba Macaniaoed.
En 1937, los Misioneros del Sagrado Corazón (MSC) procedentes de Holanda llegaron a Lupao.
Reinier Van Glansbeek fue el primer párroco, permaneciendo alojado con una familia local hasta que se construyó una pequeña iglesia.
Desde 1938 hasta 2001, le sucedieron diecisiete sacerdotes MSC, el último de los cuales fue el Jesús Dumaual

## Patrimonio

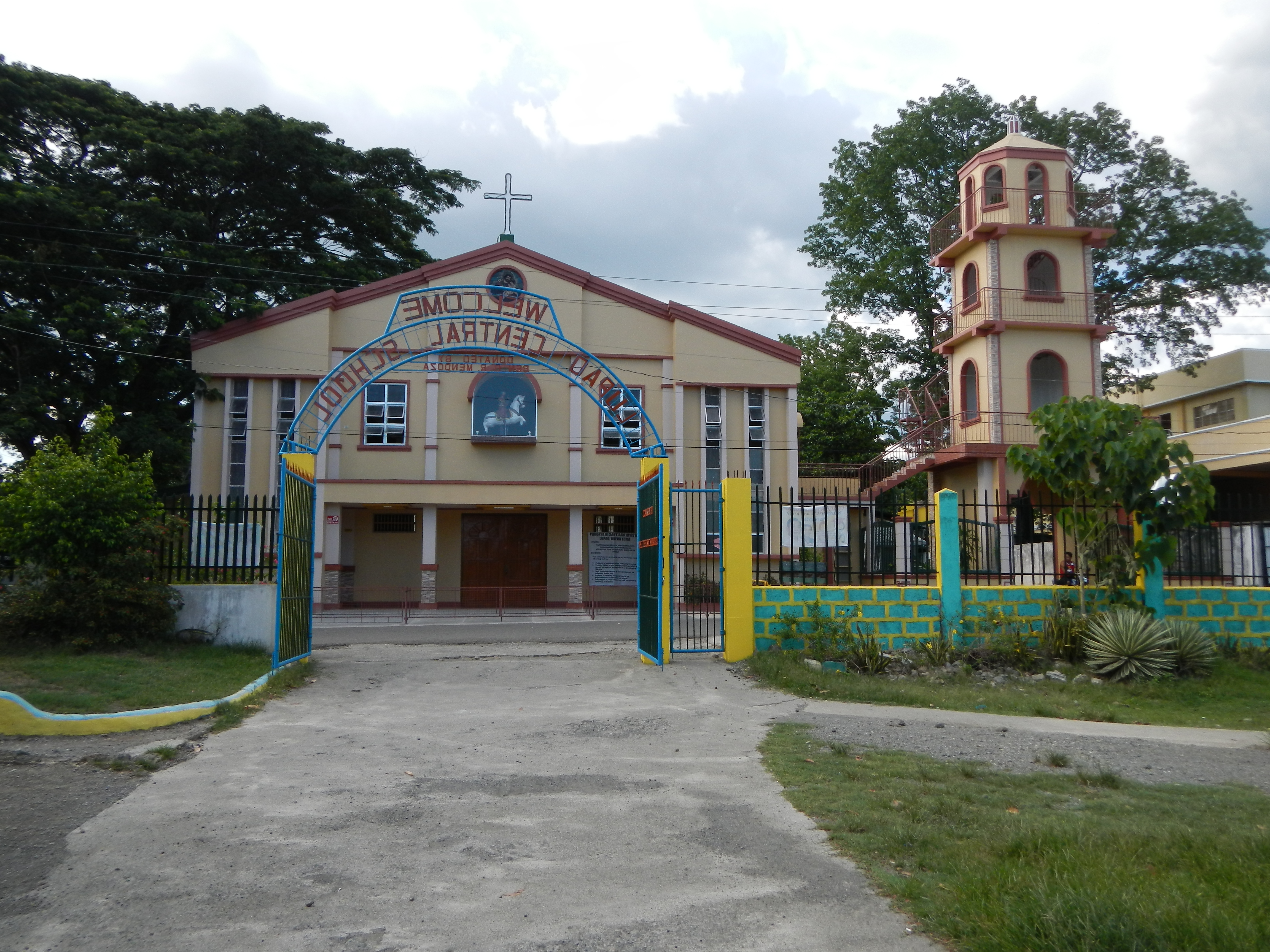
Iglesia parroquial.

Iglesia parroquial católica bajo la advocación de Santiago el Mayor en el barrio de Población del Sur, data del año de 1937.
Forma parte de la Diócesis de San José en las Islas Filipinas en la provincia Eclesiástica de Lingayén-Dagupán.